# Mario Roberto Cassari
Mario Roberto Cassari (Ghilarza, Italija, 27. kolovoza 1943.  ) bio je talijanski katolički biskup, pravnik i vatikanski diplomat. Od 2008. do 2012. godine bio je apostolski nuncij u Hrvatskoj.

## Životopis
Rođen je u Ghilarzi na Sardiniji. Za svećenika je zaređen 27. prosinca 1969., a za biskupa 16. listopada 1999. godine. U diplomatsku službu Svete Stolice stupio je 1977. godine i službovao je u apostolskim nuncijaturama u Pakistanu, Ekvadoru, Sudanu, Južnoj Africi, Japanu, Austriji, Litvi, Jugoslaviji te u Bosni i Hercegovini.
Godine 1999. imenovan je apostolskim nuncijem u Kongu i Gabonu, a od 2004. godine je nuncije u Obali Bjelokosti, Burkini Faso i Nigeru. Od 2008. do 2012. godine bio je apostolski nuncij u Republici Hrvatskoj. Nakon Hrvatske bio je nuncij u Južnoafričkoj Republici, Bocvani, Namibiji, Svazilandu, Lesotu i Malti. Umro je 2017. godine.

## Odličja, nagrade i priznanja
- 2012.: Red kneza Trpimira s ogrlicom i Danicom, za razvijanje dobrih odnosa između Republike Hrvatske i Svete Stolice[1]

## Vanjske poveznice
Mrežna mjesta
- Archbishop Mario Roberto Cassari, catholic-hierarchy.org